# 寇深
寇深（1391年—1461年），字文渊。直隶唐县人。明朝政治人物。
永乐初年（1403年）充郡庠生，补太学生。宣德初年（1426年），擢升为刑部主事，迁刑部员外郎。正统九年（1444年），授山西按察司副使。正统十一年（1446年），入朝拜都察院右佥都御史，巡抚四川，镇压松潘叛乱，后升左副都御史。不久提督辽东军务，景泰四年（1453年），平定李福叛乱。次年，抵御蒙古进犯成功。景泰七年，母亲去世后又夺情起用。后再起用为左都御史，弹劾曹钦。天顺四年，曹钦谋反，寇深被害。曹石之變平定后，赠少保，谥壮愍。